# Bennett Lake Volcanic Complex
Het Bennett Lake Volcanic Complex (BLVC) is een groot 50 miljoen jaar oud uitgedoofd calderacomplex op de grens van Brits-Columbia en Yukon in Canada. Het calderacomplex is omgeven door granieten rotsen.
Het ligt vlak bij het meest oostelijke punt van de Coast Plutonic Complex en de Whitehorse Trough. In dat gebied worden pyroclastische rotsen in de caldera aangetroffen. Restanten van dit calderacomplex zijn bewaard gebleven vlak bij Lake Bennett in de Coast Mountains. Dit complex vormt de Skukum Group, een groep vulkanen van 55 miljoen jaar oud.

## Formatie en uitbarstingsgeschiedenis
Het Bennett Lake Volcanic Complex is in het vroege Eoceen gevormd, in die tijd schoof de oude Kula Plaat onder Noord-Amerika (subductie). Catastrofale uitbarstingen van het Bennett Lake Volcanic Complex kwamen uit openingen langs de boogvormige breuksystemen, die 850 km³ aan gloeiende lawines van pyroclastisch gesteente (pyroclastische stroom geheten) uitspuugden. Het leeglopen van de onderliggende magmakamer werd gevolgd door meerdere instortingen. Daardoor werden twee caldera's gevormd, één ligt in de ander, dat vormde een ovale depressie van 19 x 30 kilometer doorsnee. De caldera's varieerden in diepte van 200 m tot 2700 m. Er bleef nog tot na de instorting vulkanische activiteit bestaan. Andesiet en dikes van ryoliet doorsnijden de vulkanische stromen en tuffs op alle niveaus. Vele dikes bevinden zich in de buurt van ringbreuken en breuken bij de zuidwestelijke rand van de caldera. Terwijl de vulkaan aan het sterven was schoot er nog magma omhoog om het dak van de kamer te bollen tot een koepel met een reliëf van 1.500 meter.